# Nucleus caudatus

3D-Animation des Nucleus caudatus

Der Nucleus caudatus (von lat. nucleus „Kern“ und cauda „Schwanz“, „Schweif“) ist ein paariges großes Kerngebiet im Telencephalon (Endhirn). Er ist ein Anteil der Basalganglien und damit für die Kontrolle willkürlicher Bewegungen mitverantwortlich. Außerdem scheint diese Struktur eine von mehreren zu sein, die an der Vertrauensbeurteilung von Subjekten und Objekten beteiligt ist.
Der Nucleus caudatus liegt in der Tiefe der Großhirnhemisphären, direkt an der Wand des ersten bzw. zweiten Hirnventrikels und wölbt sich teilweise in diese vor. Er hat ein C-förmiges Aussehen mit einem breiteren, vorn liegenden Kopf (Caput nuclei caudati), einem Körper (Corpus nuclei caudati) und einem Schwanz (Cauda nuclei caudati).
Der Nucleus caudatus ist durch einen Streifen weißer Substanz (also Nervenfasern), der Capsula interna, vom seitlich davon liegenden Putamen abgegrenzt. Putamen und Nucleus caudatus werden auch als Striatum zusammengefasst.
Das Corpus striatum („Streifenkörper“) wird meist synonym zur in der Fachliteratur bevorzugten Kurzform Striatum verwendet. Manche Darstellungen jedoch schließen dabei den Nucleus caudatus, das Putamen und den Globus pallidus (Pallidum) ein.
Der spanische Physiologe José Manuel Rodriguez Delgado erlangte Aufmerksamkeit dadurch, dass er einem Stier eine Sonde implantierte, die per Fernbedienung elektrische Impulse direkt an den Nucleus caudatus abgeben konnte. Dies nutzte Delgado in einer Arena, um jedes Mal, wenn der Stier auf ihn zukam, eine Stimulation auszuführen, die den Angriff des Stiers stoppte. Zunächst glaubte Delgado, damit einen Weg gefunden zu haben, um Aggressivität zu hemmen.